# Ofensiva de Vardar
A Ofensiva de Vardar foi lançada pelas forças aliadas na Campanha Balcânica da Primeira Guerra Mundial em 14 de setembro de 1918. Durou pouco mais de duas semanas, e terminou em 29 de setembro de 1918.
A movimentação das tropas do Império Alemão do Oriente, para o Ocidente deixou as tropas búlgaras desprotegidas, logo a Grécia, que entrou na guerra em 1917, enviou tropas para tirar os búlgaros do conflito. O resultado foi rápido, a Bulgária vendo que não iria conseguir parar o avanço aliado, assinou um armistício, e foi o primeiro país dos Impérios Centrais a sair da Grande Guerra.